# Аллюодиопсис
Аллюодиопсис (лат. Alluaudiopsis) — род растений семейства Дидиереевые (Didiereaceae), произрастающий на территории Мадагаскара.

## Название
Родовое латинское (научное) название Alluaudiopsis происходит от названия рода Аллюодия (Alluaudia), и греческого суффикса -opsis, — «похожий»; название указывает на сходство с аллюодией. В свою очередь род Аллюодия (Alluaudia) был назван в честь Шарля Аллюо (фр. Charles Alluaud, 1861—1949) — французского исследователя и энтомолога.

## Описание
Кустарники с колючими и сочными листьями. Они имеют стебли, способные накапливать воду, и листья, которые опадают в засушливый сезон. В некоторых видах растений наблюдается различная форма развития в молодости, прежде чем образуется доминирующий стебель.

## Таксономия
Alluaudiopsis Humbert & Choux, первое упоминание в Compt. Rend. Hebd. Séances Acad. Sci. 199: 1651 (1934).

### Виды
Подтвержденные виды по данным сайта Plants of the World Online на 2023 год:
- Alluaudiopsis fiherenensis Humbert & Choux
- Alluaudiopsis marnieriana Rauh